# Championnat de Suisse de rugby à XV 2019-2020
Navigation
LNA 2018-2019 LNA 2021-2022
Le championnat de Suisse de rugby à XV 2019-2020 ou LNA 2019-2020 oppose les huit meilleures équipes suisses de Rugby à XV. Il est interrompu par la pandémie de Covid-19. 	

## Liste des équipes en compétition
| Genève PLO Nyon Lausanne UC Neuchâtel/Yverdon Stade Lausanne Hermance Zürich Avusy |

| Équipe                         | Entraineur(s) | Stade                                   | Capacité | Ville                       |
| ------------------------------ | ------------- | --------------------------------------- | -------- | --------------------------- |
| RC Avusy                       |               | Stade d'Athenaz                         |          | Avusy                       |
| Entente Neuchâtel/Yverdon      |               | Stade de Puits-Godet Stade des Vuagères |          | Neuchâtel Yverdon-les-Bains |
| RC Genève Plan-les-Ouates      |               | Centre Sportif des Cherpines            |          | Plan-les-Ouates             |
| Hermance Région RC             |               | Stade Marius Berthier                   |          | Chens-sur-Léman             |
| Stade Lausanne RC              |               | Centre sportif de Chavannes             |          | Lausanne                    |
| Lausanne Université Club Rugby |               | Centre sportif de Dorigny               |          | Lausanne                    |
| Nyon RC                        |               | Centre sportif de Colovray              |          | Nyon                        |
| Grasshopper Zürich             |               | Allmend Brunau                          |          | Zürich                      |

## Résumé des résultats

### Classement de la phase régulière
| Rang | Club                      | J | V | N | D | Pm  | Pe  | Diff | Pts |
| ---- | ------------------------- | - | - | - | - | --- | --- | ---- | --- |
| 1    | Hermance RRC              | 7 | 6 | 0 | 1 | 206 | 107 | +99  | 30  |
| 2    | Nyon RC                   | 7 | 5 | 1 | 1 | 174 | 112 | +62  | 28  |
| 3    | RC Genève Plan-les-Ouates | 7 | 2 | 1 | 4 | 151 | 145 | +6   | 15  |
| 4    | Grasshopper Zürich (T)    | 5 | 3 | 0 | 2 | 146 | 97  | +49  | 14  |
| 5    | Stade Lausanne            | 7 | 2 | 1 | 4 | 165 | 224 | -59  | 13  |
| 6    | Entente Neuchâtel/Yverdon | 6 | 3 | 0 | 3 | 144 | 161 | -17  | 13  |
| 7    | RC Avusy                  | 6 | 2 | 1 | 3 | 101 | 143 | -42  | 12  |
| 8    | Lausanne UC               | 7 | 1 | 0 | 6 | 103 | 201 | -98  | 5   |

|  | T : tenant du titre 2019 |

### Tableau synthétique des résultats
L'équipe qui reçoit est indiquée dans la colonne de gauche.	
| Clubs                     | AVU   | NEU   | GEN   | HER   | SLA   | LUC   | NYO   | ZUR   |
| ------------------------- | ----- | ----- | ----- | ----- | ----- | ----- | ----- | ----- |
| RC Avusy                  |       |       |       |       |       | 17-18 | 13-8  |       |
| Entente Neuchâtel/Yverdon | 35-17 |       |       |       | 15-28 | 33-22 | 14-35 |       |
| RC Genève Plan-les-Ouates | 10-10 | 22-26 |       |       | 38-14 |       |       | 21-25 |
| Hermance Région RC        | 35-3  | 37-21 | 21-6  |       |       |       |       | 31-22 |
| Stade Lausanne RC         | 37-41 |       |       | 23-38 |       |       | 26-26 |       |
| Lausanne UC               |       |       | 12-27 | 22-36 | 14-24 |       |       |       |
| Nyon RC                   |       |       | 37-27 | 10-8  |       | 29-12 |       | 29-12 |
| Grasshopper Zürich        |       |       |       |       | 52-13 | 35-3  |       |       |

|  | Victoire à domicile |  | Match nul |  | Défaite à domicile |